# Діамант Раджі
«Діамант Раджі» (англ. The Rajah's Diamond) — цикл чотирьох оповідань шотландського письменника Роберта Льюїса Стівенсона. Вперше він був опублікований у 1878 році, пізніше перевидавався. Вперше це сталось у виданні «New Arabian Nights».
Має такі розділи:
- Оповідання про картонку з-під капелюшка («Story of the Bandbox»);
- Оповідання про юнака духовного стану («Story of the Young Man in Holy Orders»);
- Оповідання про будинок із зеленими віконницями («Story of the House with the Green Blinds»);
- Пригоди принца Флорізеля та детектива («The Adventure of Prince Florizel and a Detective»).

## Дійові особи твору
- Флорізель — наратор, який розповідає історію письменнику;
- Джон Ванделер — чоловік леді Венделер;
- Сер Томас Ванделер — офіцер, син Джона Ванделера;
- Карла Ванделер — дружина Джона Венделера;
- Міс Ванделер;
- Френсіс Скрімджер — службовець Шотландського банку в Единбурзі
- Законник;
- Воротар;
- Чарлі Пендрегон — рідний брат пані Венделер;
- Гаррі Гартлі — секретар леді Венделер;
- Саймон Роллз — священик;
- Реберн — садівник.

## Екранізації
Компанія Dramafilms випустила фільм "Приручений кіт" (1921) за мотивами цих оповідань, знятий режисером Віллом Г. Бредлі з Маріон Гардінг та Реєм Ірвіном у головних ролях.
24 листопада 1979 року ВВС Уельсу транслювала оперну адаптацію для телебачення "Діамант раджі" (1979) Алана Ходдінотта з Джерайн Еванс у головній ролі та за участю Національного оркестру ВВС Уельсу.
Радянська екранізація під назвою "Клуб самогубців, або Пригоди титулованої особи" вийшла на екрани 1981 року.

## Сюжет
Розповідь власника тютюнового магазину Флорізеля своєму клієнту, письменники містеру Ствівенсону розпочинається з операцій леді Ванделер. Справа в тому, що родина Ванделерів зводить кінці з кінцями. Марнотратництвом займається Клара Ванделер. Сім'ї вдавалось неодноразово уникнути банкрутства, та цього разу леді Ванделер вдається до збуту коштовностей свого чоловіка, в тому числі й рубіну Раджі, який має на руках містер Ванделер. Леді Ванделер організовує передачу коштовностей невідомій для читачів особі за допомогою свого ніжного секретаря Гаррі Гартлі, який дуже полюбляє свою пані і готовий щиро виконати усі її прохання, оскільки дещо лінивий Гартлі пережив протекцію з боку леді Ванделор, коли той запустив паперові справи містера Ванделера. Як тільки леді Ванделор поспілкувалась зі своїм рідним братом, аби той прослідкував за Гаррі Гартлі і як тільки вона наказала Гартлі забрати у шафі картонну коробку з під капелюху, до приміщення завітав пан Ванделер і розпочинає сварку зі своєю дружиною з приводу її марнотратного способу життя. Так читач вперше дізнається, що стосунки між чоловіком і дружиною дуже не прості. В той час чоловік леді Ванделор висловлює підозри в її темних справах, які вона реалізовує за його спиною. Неабияку підозру він покладає її секретаря. Тим не менш, Гаррі вдається уникнути запитань від свого хазяїна щодо завдання пані Ванделор. Але вони знову зустрічаються у парку, де вже містер Ванделор намагається довідатись, що знаходиться у тій картонній коробці? Містер Ванделор почав вже ледь не бити Гаррі Гартлі, як йому на допомогу приходить брат Клари Ванделор і розпочинається палка суперечка і навіть бійка між братом і чоловіком пані Вандером. Цим користується Гаррі і втікає до місця призначення. Людини, якій Гаррі мав би персонально віддати коробку, не було в будинку, отож він залишається чекати, як тут знову з'являється пан Ванделор, який починає переслідувати секретаря дружини. Але врешті-решт, загнаний у глухий кут людьми, які вважали його злодієм, перелізає через тин і опиняється в саду, де Гаррі і позбувається коштовностей і рубіну Раджі, бо власник саду з якогось дива вирішує поділити пополам коштовності з Гаррі Гартлі. Врешті-решт, останній повертається до леді Ванделор із залишком скарбу і будинку Ванделорів панує сварка. Всі коштовності повертаються до родини, але зникає основна коштовність — прозорий великий рубін Раджі. Він опиняється у руках духовної особи, священика Саймона Роллза, який днями занурюється у святе письме і наврядчи має світський досвід щодо поводження з алмазами. Містер Роллз емоційно переживає зустріч з власником цього алмазу у поїзді, але ситуація обертається так, що містер Ванделор вірить в те, що власником алмазу Раджі є саме священик. Подивувавшись з рідкісного випадку, що духовна особа має алмаз, пан Ванделор погоджується допомогти збути цю коштовність.
Далі в історії з'являється Френсіс Скрімджер, працьовитий банківський клірик, який їде в Париж, бо, як виявилось, у нього є інший біологічний батько, який переймається його долею і намагається знайти гідну дівчину. Френсіс Скрімджер їде до столиці Франції. Він хотів перевірити інформацію про свого можливого батька і йому було також пообіцяно щорічна плата у 500 фунтів від людини, яка організовує поїздку до Парижу. Френсісу Скрімджеру вдається дізнатися, що у цю історію замішаний також і пан Ванделор. Через сусідів він довідується, що це за особа, хоча великої приязні містер Ванделор не викликає. Молодий банкір прийшов до такого висновку, спостерігаючи за розмовою містера Ванделора зі священиком. Наприкінці твору з'ясовується, що начебто справжнім батьком юного героя є брата пана Ванделора, а не сам Ванделор, як про те думав Френсіс Скрімджер. Після того як містер Ванделер хитрістю забрав у священика рубін Раджі, про себе відразу дав знати юний банкір, на що містер Ванделор почав погрожувати своєму племіннику, якщо той ще раз наважить з'явитись у його будинку. Донька містера Ванделера дуже просить Френсіса більше не приходити, хоч і ставиться до нього з великою приязністю. Вона дарує йому на прощання хустинку, в яку був завернутий Рубін Раджі. Френсіс шокований тим, що у нього було в руках, але йому розгубитись не дає власник тютюнового магазину Флорізель, який знаходися поряд. Він вимагає пояснень, звідки у нього алмаз містера Ванделера. А після того, як юнак йому все розповів, то Флорізель кидає рубін Раджі у Темзу зі словами, що від нині це предмет не буде викликати у людей жадобу і робити стільки бід.

## Історія опублікування твору
- 1878, Великобританя, London Magazine, опублікування відбувалось у Червні — Жовтні 1878 у періодичних виданнях.
- 1991, США, Carroll & Graf ISBN 0-88184-741-0, опублікування відбувалось у вересні 1991, у книгах з жорсткою палітуркою.